# کاشی‌ماهی خط‌سیاه
کاشی‌ماهی خط‌سیاه (نام علمی: Caulolatilus cyanops) نام یک گونه از سرده کاشی‌ماهی‌های آمریکایی است.